# Fibroadenoma
Fibroadenoma é um tumor fibroepitelial benigno da mama caracterizado por proliferação de elementos estromais e glandulares.

## Sinais e sintomas
A apresentação clássica é uma mulher em idade fértil com um nódulo de crescimento lento, indolor, firme, solitário e móvel na mama.